# Équipe réserve et académie du Brighton & Hove Albion Football Club
 (mai 2020).
Maillots
L'équipe des moins de 21 ans de Brighton & Hove Albion est l'équipe réserve du Brighton & Hove Albion accueillant des joueurs de moins de 21 ans, les U21 évoluent en première division de la Premier League 2 depuis la saison 2018-2019. 
L'équipe des moins de 18 ans de Brighton & Hove Albion accueille les joueurs âgés de moins de 18 ans, les U18 participent en première division du groupe sud de la Premier League U18.

## Palmarès
- Premier League 2 Division 2
  - Vainqueur des barrages : 2017-2018

- Premier League 2 Division 1
  - Meilleure performance : 3e en 2018-2019 et 2019-2020

- U18 Premier League
  - Meilleure performance : 16e en 2014-2015

- Premier League International Cup
  - Phase de groupes : 2018-2019, 2019-2020

## Liens annexes
- Brighton & Hove Albion Football Club
- Brighton & Hove Albion Under-23s sur brightonandhovealbion.com
- Brighton & Hove Albion Under-18s sur brightonandhovealbion.com